# Petó entre Kirk i Uhura
El petó entre Kirk i Uhura es va produir a l'episodi desè de la tercer temporada de Star Trek: La sèrie original titulat "Els fillastres de Plató", emès per primera vegada el 22 de novembre de 1968, Nyota Uhura (interpretada per l'actriu afroamericana Nichelle Nichols) i Capità Kirk (interpretat per l'actor blanc William Shatner) es besaren. L'episodi sovint es cita —incorrectament— com el primer petó interracial a la televisió. Va ser, però, el primer cas en què un petó entre una persona negra i una persona blanca a la televisió dels EUA va ser escrit amb guió, ja que un petó anterior a Movin' with Nancy no va ser escrit amb guió. L'episodi es va emetre un any després que el Tribunal Suprem dels Estats Units anul·lés les lleis nacionals que prohibien el matrimoni interracial.

## Context històric
Identificar el primer petó interracial a la televisió és tema de debat. Els historiadors han assenyalat que els petons interracials entre negres i blancs es van representar a la televisió britànica durant obres de teatre en directe ja el 1959, i en telenovel·les posteriors com ara Emergency Ward 10. Als Estats Units, es van mostrar petons interracials a I Love Lucy entre el cubà Desi Arnaz i la blanca Lucille Ball, que era la seva esposa tant a la pantalla com a la vida real, a la dècada de 1950. Tanmateix, tot i que Arnaz i Ball són descrits sovint com una "parella interracial", "hispà" no sempre es considera una raça. vui dia, alguns consideren que Arnaz és un home blanc d'ascendència cubana. L'Oficina del Cens dels Estats Units utilitza els etnònims «Hispà o latino» per referir-se a una persona de cultura o origen cubà, mexicà, porto-riqueny, sud-americà o centreamericà, o d'una altra cultura o origen hispànic, independentment de la raça; l'Oficina del Cens afirma que «les persones que identifiquen el seu origen com a hispà, llatí o espanyol poden ser de qualsevol raça». El 1958, una dècada abans de "Plato's Stephildren", el mateix Shatner va compartir un petó interracial amb France Nuyen, una persona d'ascendència asiàtica, durant una escena de la producció al teatre de Broadway de The World of Suzie Wong, que es va mostrar en un episodi de The Ed Sullivan Show.
Altres programes com ara Adventures in Paradise i I Spy van presentar petons entre actors blancs i actrius asiàtiques. Sammy Davis Jr. va besar Nancy Sinatra a la galta en un episodi del desembre de 1967 del seu especial televisat Movin' with Nancy.
A Star Trek, a l'episodi de la primera temporada "De què són fetes les nenes petites?", emès per primera vegada a l'octubre de 1966, hi ha un petó amistós entre Uhura, interpretada per Nichols, i Christine Chapel, interpretada per Majel Barrett. A l'episodi "Llavor espacial" del 16 de febrer de 1967, l'actor mexicà Ricardo Montalban, que interpretava el supercriminal modificat genèticament Khan Noonien Singh, besava Madlyn Rhue. A l'episodi de la segona temporada "Mirall, mirall", emès per primera vegada el 6 d'octubre de 1967, Kirk i la tinent Marlena Moreau, interpretada per BarBara Luna, una actriu d'ascendència filipino-europea, es besaven als llavis. Mentrestant, Mirall-Sulu, interpretat per l'actor japonès-americà George Takei, besa el coll d'Uhura.
Segons el professor de televisió i cultura popular de la Universitat de Syracuse Robert Thompson, independentment de quin petó interracial fos el primer, va observar Thompson, el de "Els fillastres de Plató" es considera una fita.
"Els fillastres de Platí" es va emetre per primera vegada el 22 de novembre de 1968, un any després de Loving v. Virginia, en què el Tribunal Suprem dels Estats Units va declarar inconstitucionals les lleis nacionals que prohibeixen el matrimoni interracial entre negres i blancs, entre blancs i nadius americans, filipins, asiàtics i, en alguns estats, "tots els no blancs". Aquell any, només el 3% dels recent casats eren parelles interracials. En contrast amb això, el 2015, el 17% dels recent casats eren parelles interracials, segons una anàlisi del Pew Research Center de dades de l'Oficina del Cens dels Estats Units.

## Producció
A "Els fillastres de Plató", que es va emetre el 1968, el petó és forçat involuntàriament per la psicocinèsia. Shatner recorda a Star Trek Memories que la NBC va insistir que els seus llavis no es toquessin mai, utilitzant la tècnica de girar els caps lluny de la càmera per ocultar-ho. En una entrevista amb Bill Maher l'abril de 2024, va tornar a dir que la cadena no volia que els seus llavis es toquessin, però que ho van fer igualment. Nichols també escriu a la seva autobiografia de 1994, Beyond Uhura, que el petó va ser real, fins i tot durant les preses en què el seu cap els tapa els llavis. També va donar aquest relat en múltiples entrevistes gravades.
Quan els executius de la NBC es van assabentar del petó, van començar a preocupar-se que enfurismés les cadenes de televisió del Deep South. A principis de 1968, la NBC havia expressat una preocupació similar per una seqüència musical en un especial de Petula Clark en què va tocar el braç de Harry Belafonte, un moment que s'ha citat incorrectament com el primer contacte físic a la televisió americana entre un home i una dona de diferents races. En un moment donat durant les negociacions, es va plantejar la idea que Spock besés Uhura (ja que Spock era mig vulcanià), però William Shatner va insistir que es mantinguessin amb el guió original. Finalment, la NBC va ordenar que es rodessin dues versions de l'escena: una en què Kirk i Uhura es besaven i una altra en què no.
Els productors, preocupats, van decidir filmar el petó entre Shatner i Nichols amb els llavis majoritàriament tapats per la part posterior del clatell de Nichols. També tenien la intenció de filmar una segona presa en què es produís fora de la pantalla. Tanmateix, Nichols va declarar a les seves memòries, "Beyond Uhura: Star Trek and Other Memories", que ella i Shatner van equivocar-se deliberadament en les línies per forçar que s'utilitzés la presa original. Com relata Nichols:
| « | Sabent que en Gene estava decidit a transmetre el petó real, en Bill em va sacsejar i va xiuxiuejar amenaçadorament amb el seu millor staccato kirkià amb els punys curts: "JO! NO! ET! BESARÉ! JO! NO! ET! BESARÉ! !" Va ser absolutament horrible, i estàvem histèrics i extasiats. El director estava fora de si i encara decidit a aconseguir la presa sense petons. Així que ho vam tornar a fer, i semblava que anava bé. "Talla! Imprimeix! Ja està!" L'endemà, van projectar els diaris, i tot i que poques vegades hi vaig assistir, no em podia perdre aquesta. Tothom va veure com Kirk i Uhura es besaven i es besaven i es besaven. I m'agradaria aclarir les coses: tot i que Kirk i Uhura van lluitar, es van besar a totes les escenes. Quan va començar l'escena sense petons, tothom a la sala va riure. L'última presa, que tenia bona pinta al plató, de fet, en Bill va creuar els ulls com un boig. Era tan cursi i simplement dolenta, que era inutilitzable. L'única alternativa era tallar l'escena del tot, però això era impossible de fer sense arruïnar tot l'episodi. Finalment, els responsables van cedir: "A l'infern. Anem amb el petó". Suposo que van pensar que ens cancel·larien d'aquí a uns mesos de totes maneres. I així va quedar el petó. | » |

## Recepció
Tot i que es va parlar molt entre l'equip de producció sobre el petó, no va obtenir gaire reacció del públic en general ni de la indústria televisiva, segons Thompson, que va declarar: "No va rebre la reacció negativa que es podria haver esperat ni va obrir les portes a molts més programes per fer això. El tret que es va sentir arreu del món va iniciar la Revolució Americana. El petó que es va sentir arreu del món finalment ho va fer... però no immediatament".
No hi ha registres de cap queixa pública sobre l'escena. Nichols va observar que "Els fillastres de Plató", que es va emetre per primera vegada el 22 de novembre de 1968, "va rebre una gran resposta. Vam rebre un dels lots més grans de correu de fans de la història, tots molt positius, molts dirigits a mi de noies que es preguntaven com se sentiria besar el capità Kirk, i molts a ell de nois que es preguntaven el mateix sobre mi. Tanmateix, "gairebé ningú va trobar el petó ofensiu", excepte per una única carta lleugerament negativa d'un sudista blanc que va escriure: "Estic totalment en contra de la barreja de races. Tanmateix, cada vegada que un noi americà de sang vermella com el capità Kirk té una bella dama als seus braços que s'assembla a Uhura, no s'hi oposaria". Nichols va dir que va trobar l'episodi com el més memorable de l'última temporada de la sèrie.
Nichols va dir el 2010 que l'estatus icònic de l'episodi es deu al seu profund efecte en els espectadors, comentant: "El primer que la gent vol parlar és del primer petó interracial i el que va fer per ells. I pensaven en el món de manera diferent, pensaven en la gent de manera diferent". Eric Deggans, crític de televisió nacional de National Public Radio, va dir que el petó "suggeria que hi havia un futur on aquests problemes no eren tan importants. Els personatges en si no s'estaven espantant perquè una dona negra estigués besant un home blanc. ... En aquest futur utòpic, hem resolt aquest problema. Ho hem superat. Va ser un missatge meravellós per enviar".
El 2016, TVLine va classificar el petó com un dels 20 millors moments de Star Trek. El 2016, Radio Times va classificar el petó com el 25è millor moment de tot Star Trek, incloses les sèries derivades posteriors. L'impacte cultural del petó va ser assenyalat per National Geographic, el 2016. WhatCulture va classificar aquest com el vuitè millor moment romàntic-sexual de Star Trek.

## Vege també
- "Rejoined", un episodi de Star Trek: Deep Space Nine en què dos besos entre dues dones trills
- Golden Boy, Lorna Moon i Sammy Davis Jr. 1964